# Condado de Murray (Geórgia)
O Condado de Murray é um dos 159 condados do Estado americano de Geórgia. A sede do condado é Chatsworth, e sua maior cidade é Chatsworth. O condado possui uma área de 898 km², uma população de 36 506 habitantes, e uma densidade populacional de 41 hab/km² (segundo o censo nacional de 2000). O condado foi fundado em 3 de dezembro de 1832.